# Aleksandr Kavalerov
Aleksandr Aleksandrovitch Kavalerov (en russe : Алекса́ндр Алекса́ндрович Кавале́ров), né le 10 juillet 1951 à Léningrad et mort le 17 juin 2014 à Saint-Pétersbourg, est un acteur soviétique et russe.

## Biographie
Aleksandr Kavalerov nait le 10 juillet 1951 à Léningrad. Non reconnu par son père Semion Epstein il porte le nom de famille de sa mère Aleksandra Kavalerova et le patronyme dérivé du prénom de cette dernière, Aleksandrovitch. Il fait ses débuts devant la caméra en 1960, à l'âge de sept ans, dans le film Ciel de la Baltique de Vladimir Venguerov consacré au siège de Léningrad adapté du livre de Nikolaï Tchoukovski. Il travaille ensuite dans le doublage des films et apparait encore dans quelques épisodes au cinéma, tout en poursuivant sa scolarité.
En 1966, dans La République Chkid, sous la direction de Guennadi Poloka, Kavalerov incarne un adolescent élève d'une colonie pour jeunes délinquants, surnommé Mamounette. Ce personnage frêle, mais débrouillard, à la sensibilité à fleur de peau touche le public. Il enchaîne avec plusieurs rôles similaires et mène une carrière d'enfant acteur prolifique. En 1967, il enregistre la chanson Les Gouttes du roi de Danemark en duo avec Boulat Okoudjava, pour le film Jenia, Jenetchka et Katioucha de Vladimir Motyl.
Il entame les études à l'Institut national de la cinématographie, dans la classe de Lev Koulidjanov, mais n'arrive pas à concilier la vie d'étudiant avec son activité sur les plateaux. 
Une traversée du désert commence pour lui dans les années 1980, les propositions des réalisateurs cessent tout à coup et pendant dix ans son contact avec le monde du cinéma se limite à quelques petites apparitions dans les films qui passent inaperçu. Non préparé à un tel revirement l'acteur tombe rapidement dans l'alcoolisme, même s'il continue à monter sur scène au théâtre Bénéfice de Moscou.
On le tire de l'oubli à l'occasion des émissions Qu'ils parlent (le 11 juin 2010) d'Andreï Malakhov et En direct (le 18 juin 2012) de Mikhaïl Zelenski qui mettent l'accent sur sa situation marquée par les privations et la précarité. 
Il réussit à faire un semblant de comeback grâce aux séries télévisées, mais physiquement très diminué il continue à mener une existence à la limite de marginale.
Il meurt le 17 juin 2014, à l'hôpital Aleksandrovski de Saint-Pétersbourg, à l'âge de 62 ans. Il sera enterré au cimetière du district de la Neva.

## Filmographie
- 1966 : La République Chkid (Республика ШКИД) de Guennadi Poloka : mamounette
- 1966 : Le Chef de la Tchoukotka (Начальник Чукотки) de Vitali Melnikov : enfant sans abri
- 1966 : La Neige chaude (Горячий снег) de Gabriel Yegiazarov : Sergounenkov
- 1972 : La Maison de marbre (Мраморный дом) de Boris Grigoriev